# Yahya al-Antakí
Yahya ibn Saïd ibn Yahya al-Antakí o Yahya d'Antioquia (àrab: يحيى بن سعيد الأنطاكي, Yaḥyà ibn Saʿīd al-Anṭākī) (980-1066) fou un metge i historiador àrab de confessió cristiana melquita.
Era nascut a Egipte. Després de les persecucions del califa fatimita al-Hàkim els cristians van poder emigrar el 1013/1014 i es va establir a l'Antioquia de l'Orontes, en territori romà d'Orient. És conegut per la seva continuació (dhayl) de la Crònica d'Eutiqui d'Alexandria (Saïd ibn Batriq) a partir del 938; la va escriure vers el 1006, però la va modificar vuit anys després en accedir a noves fonts, i altre cop a Antioquia, abans del 1034. Sembla que la va continuar fins al 1062 o potser fins al 1066, però si ho va fer s'ha perdut. Recull la història per regnats de califes abbàssides i fatimites.